# جيش التحرير الوطني (مقدونيا الشمالية)
جيش التحرير الوطني (بالألبانية: Ushtria Çlirimtare Kombëtare) هو تنظيم مُسلح سابق كان يُقاتل في مقدونيا الشمالية سنة 2001. تم تشكيل هذا التنظيم بواسطة أعضاء سابقين في جيش تحرير كوسوفو.
بعد تمرد عام 2001 في مقدونيا، تم نزع سلاح التنظيم طبقا لمضامين اتفاقية أوهريد. هذه الاتفاقية أعطت المزيد من الحقوق والاستقلالية للألبان في مقدونيا الشمالية.